# David Vélez

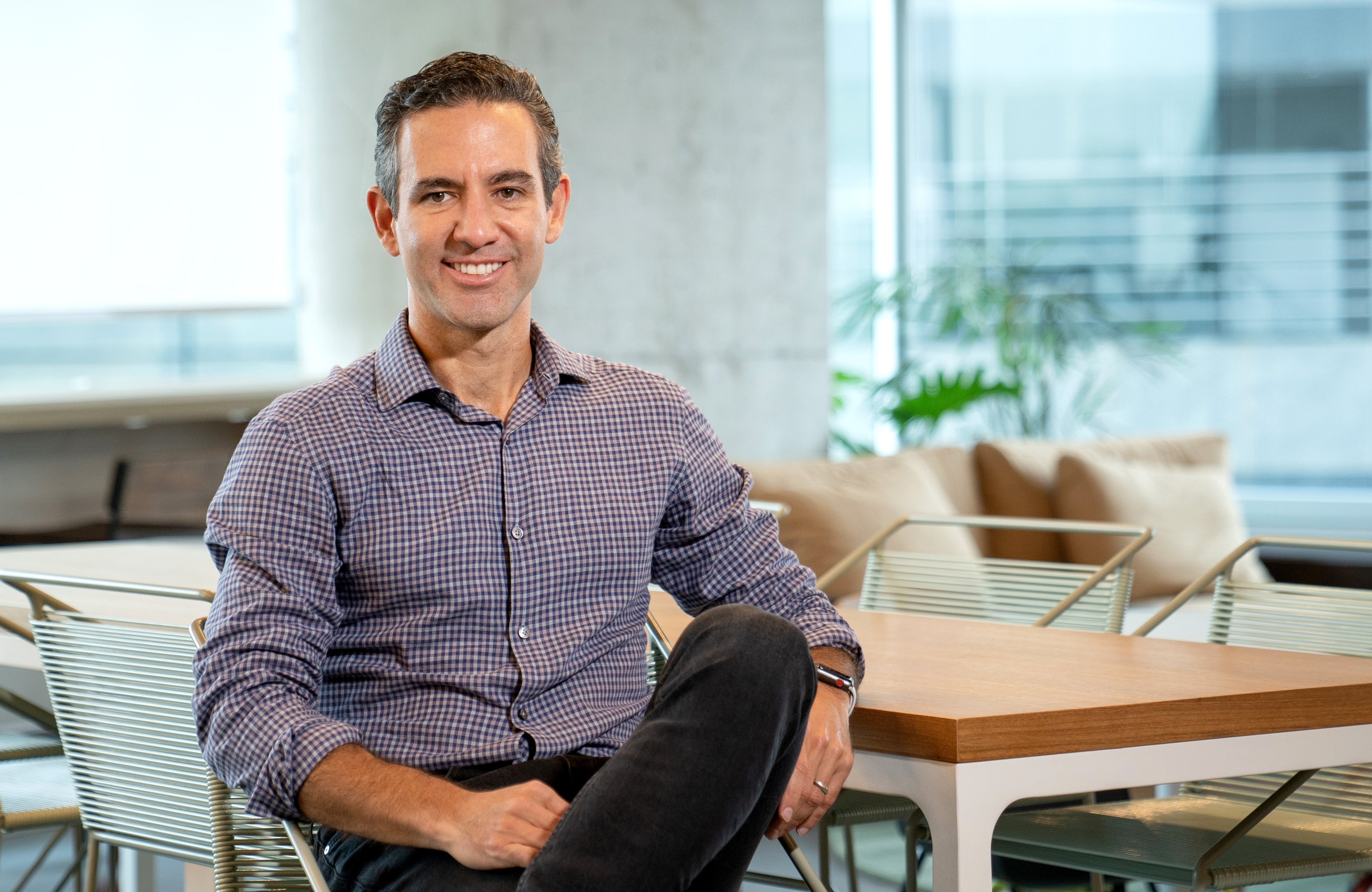
David Vélez (2021)

David Vélez (* 1981 in Medellín) ist ein kolumbianischer Banker, Ingenieur und Unternehmer. Er ist Chief Executive Officer und Mitbegründer des brasilianischen Fintech-Start-ups Nubank. Sein Vermögen wurde im Dezember 2024 von Forbes auf knapp 10 Milliarden US-Dollar geschätzt.

## Laufbahn
Vélez wurde 1981 in Medellín geboren, aber seine Familie floh vor der Gewalt der Drogenkartelle, als er neun Jahre alt war, und wanderte nach Costa Rica aus. Vélez besuchte eine deutsche Schule in Costa Rica. Er studierte auch ein Jahr lang Mathematik in Köln. Anschließend studierte Vélez an der Stanford University und schloss sein Studium 2012 mit einem MBA ab. Nach seinem Abschluss arbeitete Vélez bei General Atlantic in Brasilien und war anschließend als Analyst beim Finanzdienstleister Morgan Stanley tätig. Außerdem arbeitete er für Goldman Sachs und Sequoia Capital.

### Gründung von Nubank
Die Idee für Nubank entstand, als Vélez in Brasilien ein Bankkonto eröffnen musste. Dazu musste er seine Tasche in einem Schließfach aufbewahren, und selbst dann schloss sich die Drehtür, so dass er am Eingang der Filiale festsaß. Als er einen Filialleiter brauchte, musste er lange warten, und die Anforderungen an die Dokumente waren sehr bürokratisch, weil er Ausländer war. Nachdem es ihm endlich gelungen war, ein Konto zu eröffnen, stellte er fest, dass alles teuer war, mit hohen Gebühren für einfache Dienstleistungen. Da kam ihm die Idee, eine Bank zu gründen, die Technologie nutzt und sich die Vorteile von Smartphones zunutze macht. Zusammen mit der Brasilianerin Cristina Junqueira und dem Amerikaner Edward Wible gründete er 2013 die Online-Bank Nubank.

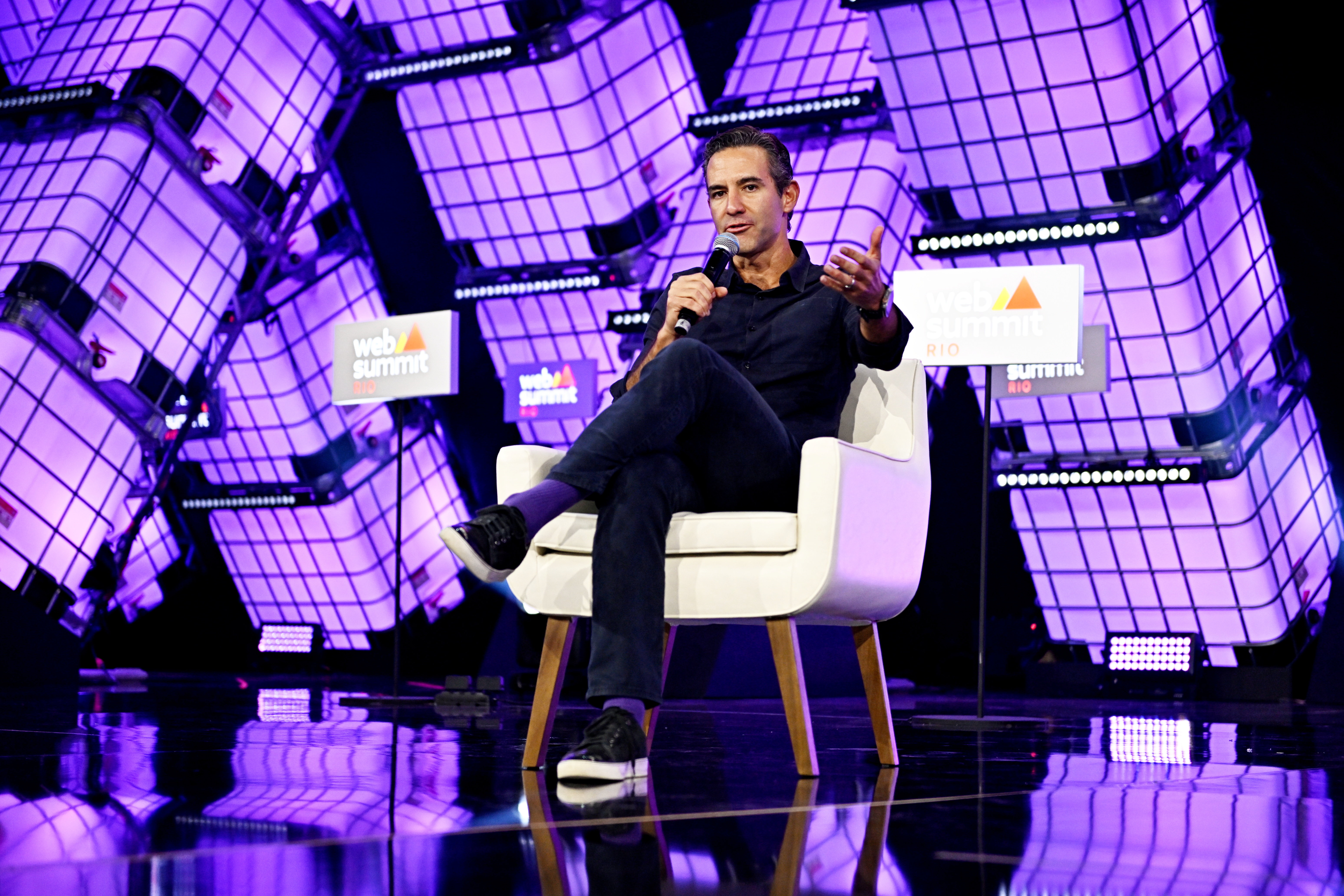
David Vélez (2023)

Das Unternehmen begann mit ihm und seinen Mitarbeitern als den ersten Kunden und richtete sich als Neobank vorwiegend an Kunden, welche vom bisherigen Bankensystem vernachlässigt worden waren. Das Jungunternehmen erhielt später Investitionen von Sequoia und Khosla Ventures, die beim Wachstum halfen. Im Dezember 2021 erfolgte der Börsengang an der New York Stock Exchange. 2023 hatte Nubank 90 Millionen Kunden in ganz Lateinamerika (Mexiko, Brasilien und Kolumbien).

## Privates
Vélez ist mit der peruanisch-US-amerikanischen Unternehmerin Mariel Reyes Milk verheiratet und hat drei Kinder. Das Paar unterzeichnete 2021 den Giving Pledge. Er hat angekündigt, den Großteil seines Vermögens im Laufe seines Lebens für soziale Zwecke spenden zu wollen. Beide haben dafür 2022 die philanthropische Organisation VelezReyes+ gegründet, welche verschiedene Non-Profit-Organisationen in Lateinamerika zur Bewältigung sozialer Probleme unterstützt.

## Auszeichnungen
Im September 2024 verlieh ihm der Kongress der Republik Kolumbien in Anerkennung seiner unternehmerischen Leistungen den Simón-Bolívar-Orden der Demokratie im Rang eines Großritters.